# Parlamentswahl in Litauen 2016
- TS-LKD: 31
- LRLS: 14
- Unabh.: 4
- LS: 1
- TT: 8
- LŽP: 1
- LLRA: 8
- DP: 2
- LCP: 1
- LVŽS: 54
- LSDP: 17

Die erste Runde der Parlamentswahl in Litauen 2016 fand am 9. Oktober 2016 und die zweite Runde fand am 23. Oktober 2016 statt.

## Wahlmodus
Das litauische Parlament, die Seimas, hat 141 Abgeordnete. 70 Sitze werden proportional an die Parteien vergeben, welche mindestens 5 Prozent der abgegebenen Stimmen (einschließlich der ungültigen Stimmen), für Listenverbindungen liegt die Sperrklausel bei 7 Prozent. Die übrigen 71 werden als Direktmandate in Einer-Wahlkreisen vergeben. Bei den Wahlen für die Direktmandate ist im ersten Wahlgang gewählt, wer mehr als die Hälfte der abgegebenen Stimmen erhalten hat. Bei einer Wahlbeteiligung unter 40 % wird zusätzlich überprüft, ob der Kandidat von mindestens 20 % der Wahlberechtigten gewählt wurde. Erreicht kein Kandidat im ersten Wahlgang die absolute Stimmenmehrheit, findet zwei Wochen später eine Stichwahl zwischen den beiden Erstplatzierten statt.
Die Wahllokale waren am Wahltag von 7 Uhr bis 20 Uhr geöffnet.

## Parteien
Folgende Parteien legten Kandidatenlisten vor (mit der Anzahl der Kandidaten):
1. Lietuvos socialdemokratų partija (141)
2. Tėvynės Sąjunga – Lietuvos krikščionys demokratai (141)
3. Lietuvos laisvės sąjunga (liberalai) (108)
4. Prieš korupciją ir skurdą (66)
5. Tvarka ir teisingumas (140)
6. Lietuvos valstiečių ir žaliųjų sąjunga (141)
7. Lietuvos Respublikos liberalų sąjūdis (141)
8. Darbo partija (leiboristai) (141)
9. Drąsos kelias (33)
10. Lietuvos liaudies partija (38)
11. Lietuvos lenkų rinkimų akcija (139)
12. Lietuvos žaliųjų partija (38)
13. Lietuvos sąrašas (39)
14. Antikorupcinė koalicija (96)

## Umfragen
| Institut        | Datum      | LSDP   | TS-LKD | DP     | TT    | LRLS   | LLRA  | DK    | LVŽS   | LŽP   | Sonstige |
| --------------- | ---------- | ------ | ------ | ------ | ----- | ------ | ----- | ----- | ------ | ----- | -------- |
| Spinter tyrimai | 27.09.2016 | 15,6 % | 13,7 % | 5,2 %  | 4,9 % | 5,0 %  | 4,2 % | —     | 14,0 % | —     | 9,6 %    |
| Vilmorus        | 10.09.2016 | 16,0 % | 9,2 %  | 5,1 %  | 4,8 % | 2,7 %  | 2,0 % | 0,2 % | 12,6 % | 1,5 % | 9,5 %    |
| Spinter tyrimai | 30.08.2016 | 17,2 % | 10,5 % | 6,6 %  | 5,1 % | 6,3 %  | 4,7 % | —     | 12,4 % | 2,0 % | 7,0 %    |
| Spinter tyrimai | 26.07.2016 | 15,8 % | 10,7 % | 7,3 %  | 6,2 % | 6,1 %  | 4,8 % | —     | 13,4 % | 2,3 % | 5,3 %    |
| Vilmorus        | 10.07.2016 | 14,2 % | 10,8 % | 7,0 %  | 5,5 % | 5,9 %  | 2,6 % | —     | 12,0 % | 2,5 % | 1,6 %    |
| Spinter tyrimai | 29.06.2016 | 16,8 % | 10,5 % | 7,6 %  | 7,5 % | 6,3 %  | 4,3 % | —     | 12,2 % | 2,3 % | 5,3 %    |
| Vilmorus        | 10.06.2016 | 16,2 % | 10,9 % | 8,2 %  | 6,3 % | 3,6 %  | 2,9 % | —     | 13,0 % | 2,6 % | 1,4 %    |
| Spinter tyrimai | 26.05.2016 | 15,5 % | 9,3 %  | 7,5 %  | 7,6 % | 6,6 %  | 4,3 % | —     | 11,5 % | 3,0 % | 3,0 %    |
| Vilmorus        | 13.05.2016 | 16,2 % | 8,9 %  | 8,2 %  | 5,3 % | 8,9 %  | 2,8 % | —     | 12,5 % | 2,4 % | 0,5 %    |
| Spinter tyrimai | 25.04.2016 | 17,2 % | 7,5 %  | 7,1 %  | 8,0 % | 15,5 % | 4,5 % | —     | 11,3 % | 2,1 % | 2,0 %    |
| Parlamentswahl  | 14.10.2012 | 18,4 % | 15,1 % | 19,8 % | 7,3 % | 8,6 %  | 5,8 % | 8,0 % | 3,9 %  | —     | 13,1 %   |

| \| Institut \| Datum \| LSDP \| TS-LKD \| DP \| TT \| LRLS \| LLRA \| DK \| LVŽS \| LŽP \| Sonstige \| \| ------------------- \| ---------- \| ------ \| ------ \| ------ \| ----- \| ------ \| ----- \| ----- \| ------ \| ----- \| -------- \| \| Vilmorus[17] \| 15.04.2016 \| 15,7 % \| 8,0 % \| 7,7 % \| 8,4 % \| 9,6 % \| 2,5 % \| 0,8 % \| 11,1 % \| 1,8 % \| 0,8 % \| \| Spinter tyrimai[18] \| 25.03.2016 \| 18,8 % \| 10,6 % \| 5,9 % \| 9,0 % \| 15,0 % \| 4,5 % \| — \| 8,2 % \| 1,7 % \| 2,3 % \| \| Vilmorus[19] \| 13.03.2016 \| 21,2 % \| 10,2 % \| 7,9 % \| 7,7 % \| 10,4 % \| 3,2 % \| 0,3 % \| 7,1 % \| 2,3 % \| 0,5 % \| \| Spinter tyrimai[20] \| 27.02.2016 \| 19,6 % \| 10,5 % \| 7,0 % \| 7,4 % \| 14,2 % \| 4,8 % \| — \| 6,6 % \| 2,0 % \| 1,6 % \| \| Vilmorus[21] \| 19.02.2016 \| 23,0 % \| 9,9 % \| 6,8 % \| 7,4 % \| 8,7 % \| 3,6 % \| 0,7 % \| 7,1 % \| 2,5 % \| 0,8 % \| \| Spinter tyrimai[22] \| 27.01.2016 \| 20,9 % \| 9,9 % \| 7,4 % \| 8,6 % \| 13,0 % \| 4,0 % \| — \| 6,8 % \| 2,2 % \| 1,8 % \| \| Vilmorus[23] \| 20.01.2016 \| 20,7 % \| 9,1 % \| 7,7 % \| 7,7 % \| 9,6 % \| 3,6 % \| 0,2 % \| 5,9 % \| 1,4 % \| 0,6 % \| \| Spinter tyrimai[24] \| 18.12.2015 \| 23,0 % \| 9,5 % \| 7,0 % \| 8,5 % \| 13,5 % \| 4,0 % \| — \| 5,5 % \| 1,8 % \| 3,0 % \| \| Vilmorus[25] \| 11.12.2015 \| 23,5 % \| 8,4 % \| 9,2 % \| 7,0 % \| 9,8 % \| 2,9 % \| 0,3 % \| 6,0 % \| 1,9 % \| 0,6 % \| \| Spinter tyrimai[26] \| 23.11.2015 \| 22,4 % \| 10,6 % \| 7,0 % \| 9,1 % \| 14,6 % \| 3,5 % \| — \| 5,6 % \| 2,0 % \| 2,3 % \| \| Vilmorus[27] \| 14.11.2015 \| 24,3 % \| 9,9 % \| 9,2 % \| 7,8 % \| 11,0 % \| 2,7 % \| 0,1 % \| 6,3 % \| 1,6 % \| 0,9 % \| \| Parlamentswahl \| 14.10.2012 \| 18,4 % \| 15,1 % \| 19,8 % \| 7,3 % \| 8,6 % \| 5,8 % \| 8,0 % \| 3,9 % \| — \| 13,1 % \| |            |        |        |        |       |        |       |       |        |       |          |
| Institut | Datum      | LSDP   | TS-LKD | DP     | TT    | LRLS   | LLRA  | DK    | LVŽS   | LŽP   | Sonstige |
| Vilmorus | 15.04.2016 | 15,7 % | 8,0 %  | 7,7 %  | 8,4 % | 9,6 %  | 2,5 % | 0,8 % | 11,1 % | 1,8 % | 0,8 %    |
| Spinter tyrimai | 25.03.2016 | 18,8 % | 10,6 % | 5,9 %  | 9,0 % | 15,0 % | 4,5 % | —     | 8,2 %  | 1,7 % | 2,3 %    |
| Vilmorus | 13.03.2016 | 21,2 % | 10,2 % | 7,9 %  | 7,7 % | 10,4 % | 3,2 % | 0,3 % | 7,1 %  | 2,3 % | 0,5 %    |
| Spinter tyrimai | 27.02.2016 | 19,6 % | 10,5 % | 7,0 %  | 7,4 % | 14,2 % | 4,8 % | —     | 6,6 %  | 2,0 % | 1,6 %    |
| Vilmorus | 19.02.2016 | 23,0 % | 9,9 %  | 6,8 %  | 7,4 % | 8,7 %  | 3,6 % | 0,7 % | 7,1 %  | 2,5 % | 0,8 %    |
| Spinter tyrimai | 27.01.2016 | 20,9 % | 9,9 %  | 7,4 %  | 8,6 % | 13,0 % | 4,0 % | —     | 6,8 %  | 2,2 % | 1,8 %    |
| Vilmorus | 20.01.2016 | 20,7 % | 9,1 %  | 7,7 %  | 7,7 % | 9,6 %  | 3,6 % | 0,2 % | 5,9 %  | 1,4 % | 0,6 %    |
| Spinter tyrimai | 18.12.2015 | 23,0 % | 9,5 %  | 7,0 %  | 8,5 % | 13,5 % | 4,0 % | —     | 5,5 %  | 1,8 % | 3,0 %    |
| Vilmorus | 11.12.2015 | 23,5 % | 8,4 %  | 9,2 %  | 7,0 % | 9,8 %  | 2,9 % | 0,3 % | 6,0 %  | 1,9 % | 0,6 %    |
| Spinter tyrimai | 23.11.2015 | 22,4 % | 10,6 % | 7,0 %  | 9,1 % | 14,6 % | 3,5 % | —     | 5,6 %  | 2,0 % | 2,3 %    |
| Vilmorus | 14.11.2015 | 24,3 % | 9,9 %  | 9,2 %  | 7,8 % | 11,0 % | 2,7 % | 0,1 % | 6,3 %  | 1,6 % | 0,9 %    |
| Parlamentswahl | 14.10.2012 | 18,4 % | 15,1 % | 19,8 % | 7,3 % | 8,6 %  | 5,8 % | 8,0 % | 3,9 %  | —     | 13,1 %   |

## Wahlergebnis
Neben den 70 Listensitzen wurden im ersten Wahlgang am 9. Oktober drei Abgeordnete in Wahlkreisen mit absoluter Mehrheit gewählt: Ingrida Šimonytė (TS-LKD), Leonard Talmont, (LLRA) und Česlav Olševski (LLRA). In den restlichen 68 Wahlkreisen fand eine Stichwahl statt.
Der Bund der Bauern und Grünen (LVŽS) gewann wesentlich mehr Stichwahlen als die am 9. Oktober noch etwas stimmenstärkere konservative Oppositionspartei TS-LKD. Die LVŽS, bis dahin eine unbedeutende Kleinpartei wurde insgesamt 54 Sitzen (56 mit den als „unabhängige“ Direktkandidaten angetretenen LVŽS-Listenkandidaten Bronislovas Matelis und Povilas Urbšys) deutlich stärkste Kraft vor TS-LKD mit 31 Sitzen. Die Sozialdemokraten von Regierungschef Algirdas Butkevičius (Kabinett Butkevičius) erhielten 17 Sitze und Liberale (LRLS) 14 Sitze.
Seine beiden Koalitionspartner, die TT (Partei für Ordnung und Gerechtigkeit) und die DP (Arbeitspartei), erlitten ebenfalls Stimmenverluste.
|                        |                                                     | Listenstimmen | Listenstimmen | Listenstimmen   | Listenstimmen | Wahlkreisstimmen | Wahlkreisstimmen | Wahlkreisstimmen | Wahlkreisstimmen | Wahlkreisstimmen | Wahlkreisstimmen | Wahlkreisstimmen | Wahlkreisstimmen | Sitze ins- gesamt | +/− zu 2012 |
| 1. Wahlgang            | 1. Wahlgang                                         | 1. Wahlgang   | 1. Wahlgang   | Listenstimmen   | Listenstimmen | 2. Wahlgang      | 2. Wahlgang      | 2. Wahlgang      | 2. Wahlgang      |                  |                  |                  |                  | Sitze ins- gesamt | +/− zu 2012 |
| Anzahl/ Stimmen        | % der gültigen Stimmen                              | % der Wähler  | Sitze         | Anzahl/ Stimmen | %             | Kandi- daten     | Sitze            | Anzahl/ Stimmen  | %                | Kandi- daten     | Sitze            |                  |                  | Sitze ins- gesamt | +/− zu 2012 |
| ---------------------- | --------------------------------------------------- | ------------- | ------------- | --------------- | ------------- | ---------------- | ---------------- | ---------------- | ---------------- | ---------------- | ---------------- | ---------------- | ---------------- | ----------------- | ----------- |
|                        | Vaterlandsbund – Christdemokraten Litauens (TS-LKD) | 276.275       | 22,63         | 21,70           | 20            | 258.835          | 21,57            | 71               | 1                | 247.920          | 28,06            | 42               | 10               | 31                | −2          |
|                        | Bund der Bauern und Grünen Litauens (LVŽS)          | 274.108       | 22,45         | 21,53           | 19            | 229.769          | 19,15            | 68               |                  | 311.611          | 35,27            | 40               | 35               | 54                | +53         |
|                        | Sozialdemokratische Partei Litauens (LSDP)          | 183.597       | 15,04         | 14,42           | 13            | 183.267          | 15,27            | 70               |                  | 115.576          | 13,08            | 21               | 4                | 17                | −21         |
|                        | Liberale Bewegung der Republik Litauen (LRLS)       | 115.361       | 9,45          | 9,06            | 8             | 139.522          | 11,63            | 71               |                  | 70.891           | 8,02             | 12               | 6                | 14                | +4          |
|                        | Antikorruptions-Bündnis (LCP und LPP)               | 77.114        | 6,32          | 6,06            |               | 36.621 b         | 3,05             | 65               |                  | 6.876 b          | 0,78             | 1                | 1                | 1                 | Neu         |
|                        | Wahlaktion der Polen Litauens (LLRA)                | 69.810        | 5,72          | 5,48            | 5             | 63.291           | 5,27             | 28               | 2                | 13.526           | 1,53             | 2                | 1                | 8                 | ±0          |
|                        | Ordnung und Gerechtigkeit (TT)                      | 67.817        | 5,55          | 5,33            | 5             | 70.958           | 5,91             | 69               |                  | 28.894           | 3,27             | 4                | 3                | 8                 | +3          |
|                        | Arbeitspartei (Laboristen) (DP)                     | 59.620        | 4,88          | 4,68            |               | 79.824           | 6,65             | 69               |                  | 25.803           | 2,92             | 5                | 2                | 2                 | −27         |
|                        | Litauische Freiheitsunion (Liberale) (LLS)          | 27.274        | 2,23          | 2,14            |               | 39.987           | 3,33             | 51               |                  | 10.130           | 1,15             | 2                |                  | 0                 | Neu         |
|                        | Partei der Grünen Litauens (LŽP)                    | 24.727        | 2,03          | 1,94            |               | 11.047           | 0,92             | 10               |                  | 5.627            | 0,64             | 1                | 1                | 1                 | Neu         |
|                        | Politische Partei „Liste Litauens“ (LS)             | 21.966        | 1,80          | 1,72            |               | 17.519           | 1,46             | 22               |                  | 8.709            | 0,99             | 1                | 1                | 1                 | Neu         |
|                        | Litauische Volkspartei (LLP)                        | 12.851        | 1,05          | 1,01            |               | 9.767            | 0,81             | 29               |                  | —                |                  |                  |                  | 0                 | Neu         |
|                        | Gegen Korruption und Armut (JL/LTS)                 | 6.867         | 0,56          | 0,54            |               | 4.150 c          | 0,35             | 10               |                  | —                |                  |                  |                  | 0                 | Neu         |
|                        | Weg des Mutes (DK)                                  | 3.498         | 0,29          | 0,27            |               | 4.619            | 0,38             | 20               |                  | —                |                  |                  |                  | 0                 | −7          |
|                        | Unabhängige                                         | —             |               |                 |               | 50.738           | 4,23             | 20               |                  | 37.919           | 4,29             | 5                | 4                | 4                 | +1          |
| Summe                  | Summe                                               | 1.220.885 a   | 100           | 95,87           | 70            | 1.199.914        | 100              | 673              | 3                | 883.482          | 100              | 136              | 68               | 141               | ±0          |
| Wahlberechtigte        | Wahlberechtigte                                     | 2.514.657     |               |                 |               | 2.514.657        |                  |                  |                  | 2.405.143        |                  |                  |                  |                   |             |
| Wähler/Wahlbeteiligung | Wähler/Wahlbeteiligung                              | 1.273.427     | 50,64         |                 |               | 1.272.734        | 50,61            |                  |                  | 916.419          | 38,10            |                  |                  |                   |             |
| Gültige Stimmen        | Gültige Stimmen                                     | 1.220.958 a   | 95,88         |                 |               | 1.199.914        | 94,28            |                  |                  | 883.482          | 96,41            |                  |                  |                   |             |

Direktmandate – Gewonnen in der ersten Runde Wahlallianz der Polen – Christliche Familienallianz (LLRA-KŠS) Heimatunion – Litauische Christdemokraten (TS-LKD)
Direktmandate – In Führung in der ersten Runde
Direktmandate – Gewonnen in der zweiten Runde

## Regierungsbildung
Am 9. November 2016, rund zweieinhalb Wochen nach der Wahl, einigten sich der Bund der Bauern und Grünen Litauens (LVŽS) und die bisher regierende Sozialdemokratische Partei Litauens (LSDP) auf eine Regierungskoalition im 12. Seimas. Anführer der Koalition ist die LVŽS, da diese mit nun 54 Sitzen die größte Fraktion im Parlament bildet. Die LSDP ist mit 17 Sitzen im Gegensatz zur Vorgänger-Koalition nur noch Juniorpartner.
Am 22. November wählte das Parlament in einer Vertrauensabstimmung den parteilosen Saulius Skvernelis zum neuen Regierungschef. Von den 141 Abgeordneten stimmten 90 für Skvernelis, das waren deutlich mehr Stimmen als die der neuen Regierungskoalition. Skvernelis hatte daraufhin zwei Wochen Zeit eine Regierung zu bilden. Am 13. Dezember 2016 wurde das neue Regierungsprogramm vom Seimas bestätigt und das Kabinett Skvernelis leistete seinen Amtseid.